# Conospermum paniculatum
Conospermum paniculatum är en tvåhjärtbladig växtart som beskrevs av E.M. Bennett. Conospermum paniculatum ingår i släktet Conospermum och familjen Proteaceae. Inga underarter finns listade i Catalogue of Life.